# Homîci, Șațk
Homîci (în ucraineană Хомичі) este un sat în comuna Samiilîci din raionul Șațk, regiunea Volînia, Ucraina.

## Demografie
Componența lingvistică a localității Homîci
     Ucraineană (100%)
Conform recensământului din 2001, toată populația localității Homîci era vorbitoare de ucraineană (100%).